# Latin house
Latin house – jest podgatunkiem muzyki house, który zawiera w sobie elementy muzyki latynoskiej, takie jak te występujące w kulturze brazylijskiej, kubańskiej, hiszpańskiej czy kolumbijskiej. Podgatunek ten powstał w drugiej połowie lat 80.